# Orchidales

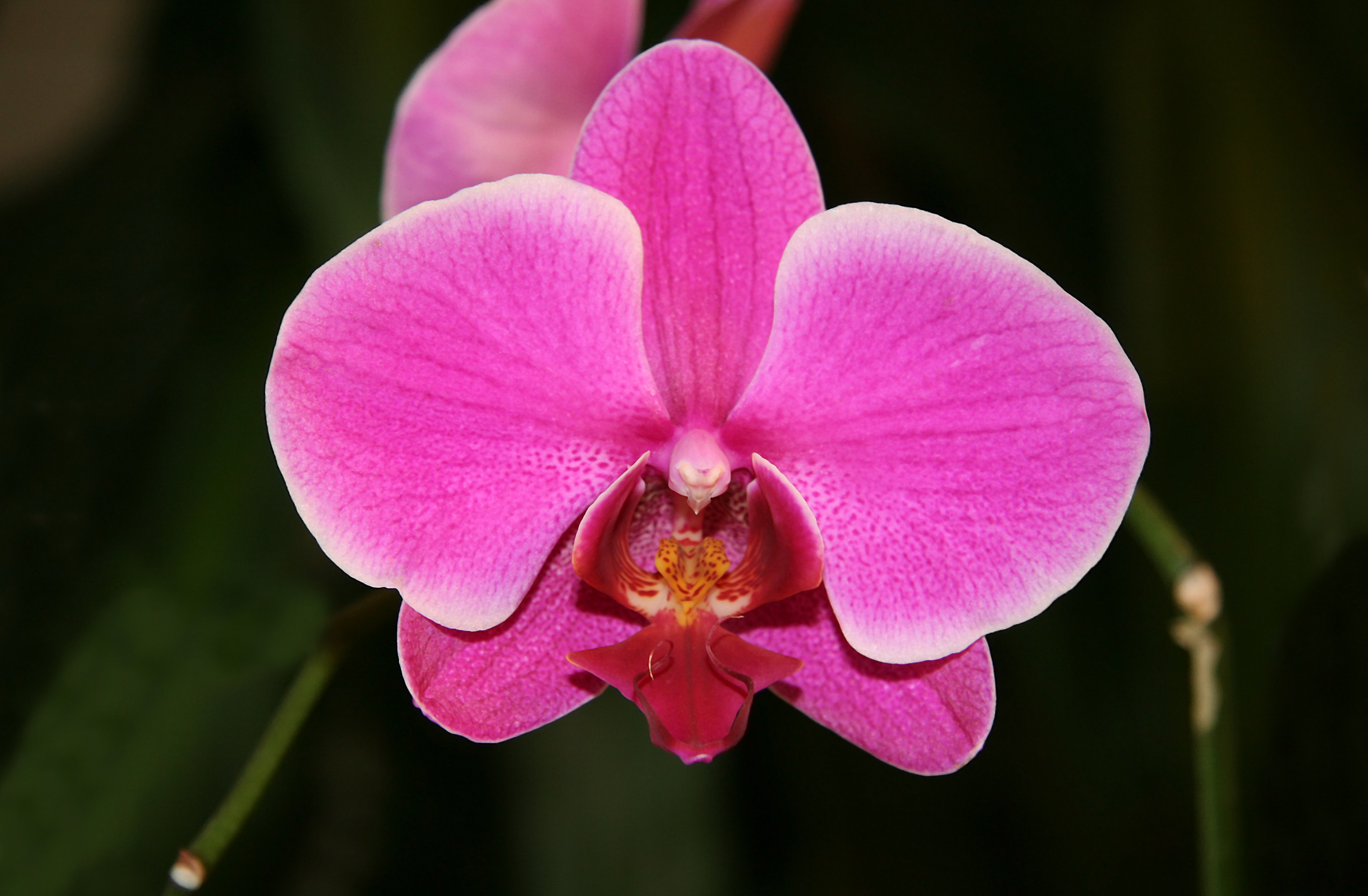
Phalaenopsis orquídia

Orchidales és un antic ordre botànic de plantes amb flors, seria l'ordre al qual pertany la família orquídia. Actualment es prefereix incloure les orquídies dins de l'ordre Asparagales

## Circumscripció en el sistema de classificació Takhtajan
- ordre Orchidales
família Orchidaceae

## Circumscripció en elSistema Cronquist
- ordre Orchidales
família Geosiridaceae
família Burmanniaceae
família Corsiaceae
família Orchidaceae

## Circumscripció en el sistema Dahlgren
- ordre Orchidales
família Neuwiediaceae
família Apostasiaceae
família Cypripediaceae
família Orchidaceae

## Circumscripció en el sistema Thorne
- ordre Orchidales
família Orchidaceae

## Sistema APG
L'ordre orchidales no és reconegut en aquest sistema filogenètic de classificació APG II, el qual l'assigna a l'ordre Asparagales.